# Lagochilus vvedenskyi
Lagochilus vvedenskyi là một loài thực vật có hoa trong họ Hoa môi. Loài này được Kamelin & Tzukerv. mô tả khoa học đầu tiên năm 1983.